# 中国的动物福利和权利
中华人民共和国的动物福利和权利的保护情况越来越受到社会的关注，中国的动物权利运动影响力正在扩大。近年来虐猫虐狗事件频发导致“爱狗人士”、“反爱狗人士”矛盾激化，尽快填补中国法律在反虐待动物方面的空白，已经是迫在眉睫的社会问题。

## 动物保护法律
目前，中国没有明确关于动物福利的全国性法律，只有一部通用的野生动物保护法（中华人民共和国野生动物保护法）。世界動物保護協會指出，在某些情况下存在一些保护动物福利的法律，比如适用于研究所和动物园的法律。

### 历史发展
为保护、拯救珍贵、濒危野生动物，保护、发展和合理利用野生动物资源，维护生态平衡，制定《中华人民共和国野生动物保护法》。由中华人民共和国第七届全国人民代表大会常务委员会第四次会议于1988年11月8日通过，自1989年3月1日起施行。
为了加强实验动物的管理工作，保证实验动物质量，适应科学研究、经济建设和社会发展的需要，制定本条例。1988年10月31日国务院批准《实验动物管理条例》
1989年，中国卫生部颁布《化妆品监督卫生条例》，要求所有进口美妆个护品牌必须对产品进行动物测试。
2016年7月2日第十二届全国人民代表大会常务委员会第二十一次会议，对《野生动物保护法》进行了第一次修订。
2018年10月26日第十三届全国人民代表大会常务委员会第六次会议，通过《关于修改〈中华人民共和国野生动物保护法〉等十五部法律的决定》，对《野生动物保护法》第三次修正。
2019年9月27日《法制日报》发表文章《虐待动物，法律不会坐视不理》，文中提到：“全国人大代表夏吾卓玛‘关于动物权益，制定禁止虐待动物法的建议’。《答复》表示，对社会公众普遍反对的残忍虐杀动物等行为，由于缺乏相关立法规定而难以实施有效打击，确有必要完善立法。”
2020年5月，全国人大代表、民建安徽省委副主委、安徽省农业科学院副院长赵皖平建议，将传播对动物实施的暴力信息案件纳入公益诉讼的受案范围，明确环保、动保、消费者保护等相关社会组织就动物类公益损害行为提起公益诉讼的权力。
2020年4月初，深圳市进一步严厉打击生鲜市场，从5月1日起全面、无限期禁止貓肉和狗肉的交易。当地政府表示，该法律基于公共卫生问题，道德和伦理价值观成立。  
国家药品监督管理局宣布终止对进口化妆品的强制性动物试验，批准了九种非动物试验方法用于进口化妆品认证。还表示，当局将“首选”非动物测试方法作为证明制造和进口化妆品安全性的主要方法。  
2023年全国两会于3月4日召开，加强动物保护、促进社会和谐，是许多代表委员所关注的重要议题之一。
全国人大代表、安徽省农业科学院副院长、中农促动物福利国际合作分会副会长赵皖平提出了三项与动物有关的建议：《关于禁止猫狗肉不法产业链的建议》、《关于将善待动物纳入文明城市评比标准的建议》，以及《关于将动物类公益损害案件纳入公益诉讼受案范围的建议》。
2024年两会，安徽省农业科学院副院长赵皖平代表带来了《关于将生命教育纳入中小学教材的建议》。他指出，目前我国的教育体系较为注重智力的开发和教育，对生命教育存在着淡化、软化、弱化等现象。

## 动物保护历史
一些中国传统观念强调关爱动物，比如道教和佛教素食主义。 庄周教导众生慈悲。儒家的动物保护思想，可以从《论语》里面的一些片段，看出儒家是持人类中心主义立场的，比如在《论语》里面，孔子说“伤人乎，不问马”，很明显这是更关注人，并不关注动物。还有孔子对子贡说，“尔爱其羊，我爱其礼”（你认为羊的生命重要，但是我认为维持礼仪更加重要），以及“鸟兽不可同群”，也是强调人类跟鸟兽以及其他的动物不是一个物种，我们跟它们没有一个共同的社会生活。
对于现代中国，教授Peter J. Li在2012年表示，由于毛泽东主席发起了“同情受压迫者”等反对资产阶级情绪的运动，中国大陆的许多人可能对动物的苦难变得漠不关心。 甚至，关心动物可能被被视为“反革命”的行为。 自1978年以来，中国一直强调经济增长和避免饥荒，因为政府认为这对稳定国内政治局势而言很重要。中央政府往往根据当地的就业和收入考察地方官员的政绩。
教授Peter J. Li声称，这可能导致中国人对动物福利的漠不关心。不过，他也指出，中国的年轻人没有受到过去的意识形态和苦难的影响，他们普遍对生活中的苦难更加敏感，包括动物的苦难。 
一些民族主义者认为动物福利的观念来源于西方，这让当地动物权利活动人士担心被贴上崇洋媚外的标签。这一立场的著名倡导者是于 2020 年去世的前清华大学教授赵南元。 

## 农场动物

### 养殖动物
对于动物福利的定义，国际动物保护组织、机构和专家有着不同的理解，目前国际较为公认的定义为动物福利宣言中的“五项基本原则”，即 1）提供新鲜饮水和日粮，以确保动物的健康和活力， 使它们免受饥渴；2）提供适当的环境，包括住处和安逸的栖息场所，使动物免受不适；3）做好疾病预防，并及时诊治患病动物，使它们免受疼痛、伤害和病痛；4）提供足够的空间、适当的设施和同种伙伴，使动物自由地表达正常行为；5）确保提供的条件和处置方式能避免动物的精神痛苦， 使其免受恐惧和苦难。
近年来，中国的畜牧业呈指数级增长，让中国已发展成为“世界第一畜牧业国家”。 
1978年，中国的肉类消费总量是美国的1/3。1992年，中国的肉类消费总量已经和美国持平。2012年，中国的肉类消费量是美国的两倍多
从教授Peter J. Li2005-2006年的一项调查中可以发现，中国常见一些欧盟试图减少或消除的养殖方法，比如妊娠定位栏、层叠笼、肥鹅肝、奶牛早期断奶和剪毛/耳朵/喙/尾巴。 
中国的牲畜可能经过长途运输，并且没有人道屠宰要求。 

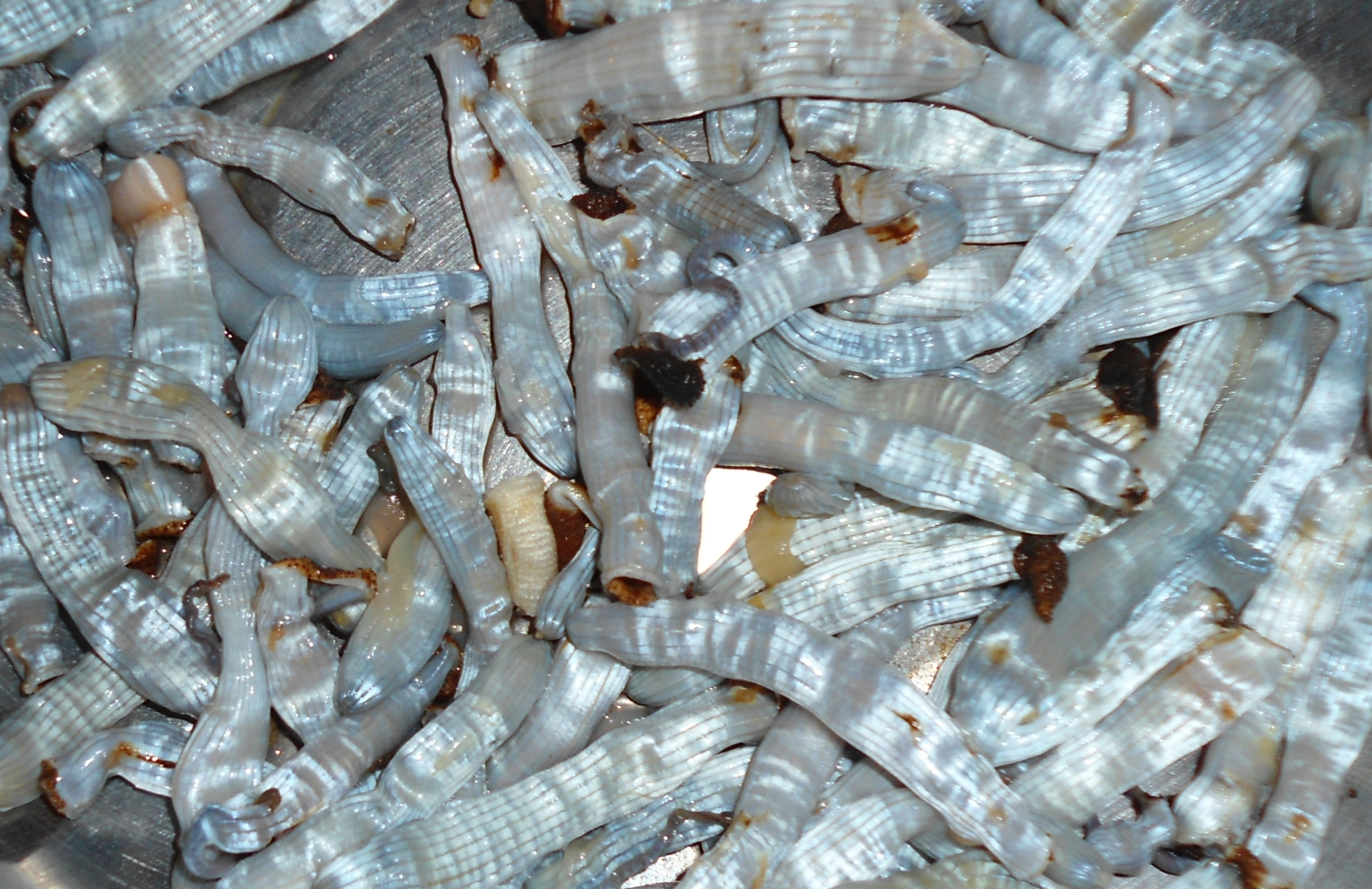
中国海南省生鲜市场上的海洋动物

在中国，近3/4的食用肉类是猪肉，4.76亿头生猪占世界生猪存栏量的一半。 中国水产养殖产量达3700万吨——占世界总量的60%以上。  
2017年，大北农集团作为中国最大的供应商之一，与国际动物福利合作委员会（ICCAW）签署了一项协议，承诺通过增加活动空间和改造地板来提升数百万头猪的生活质量。
根据国际动物福利合作委员会（ICCAW） 2016 年的调查，三分之二的中国消费者愿意为经过良好处理的猪肉支付更高的价格，而世界動物保護協會的另一项调查则表明，近 90% 的受访者愿意购买经过良好处理的猪肉。  

## 争议
2008年，北京有40多名动物保护人士聚集在一起，企图通过抗议阻止广东省烹制活猫。 

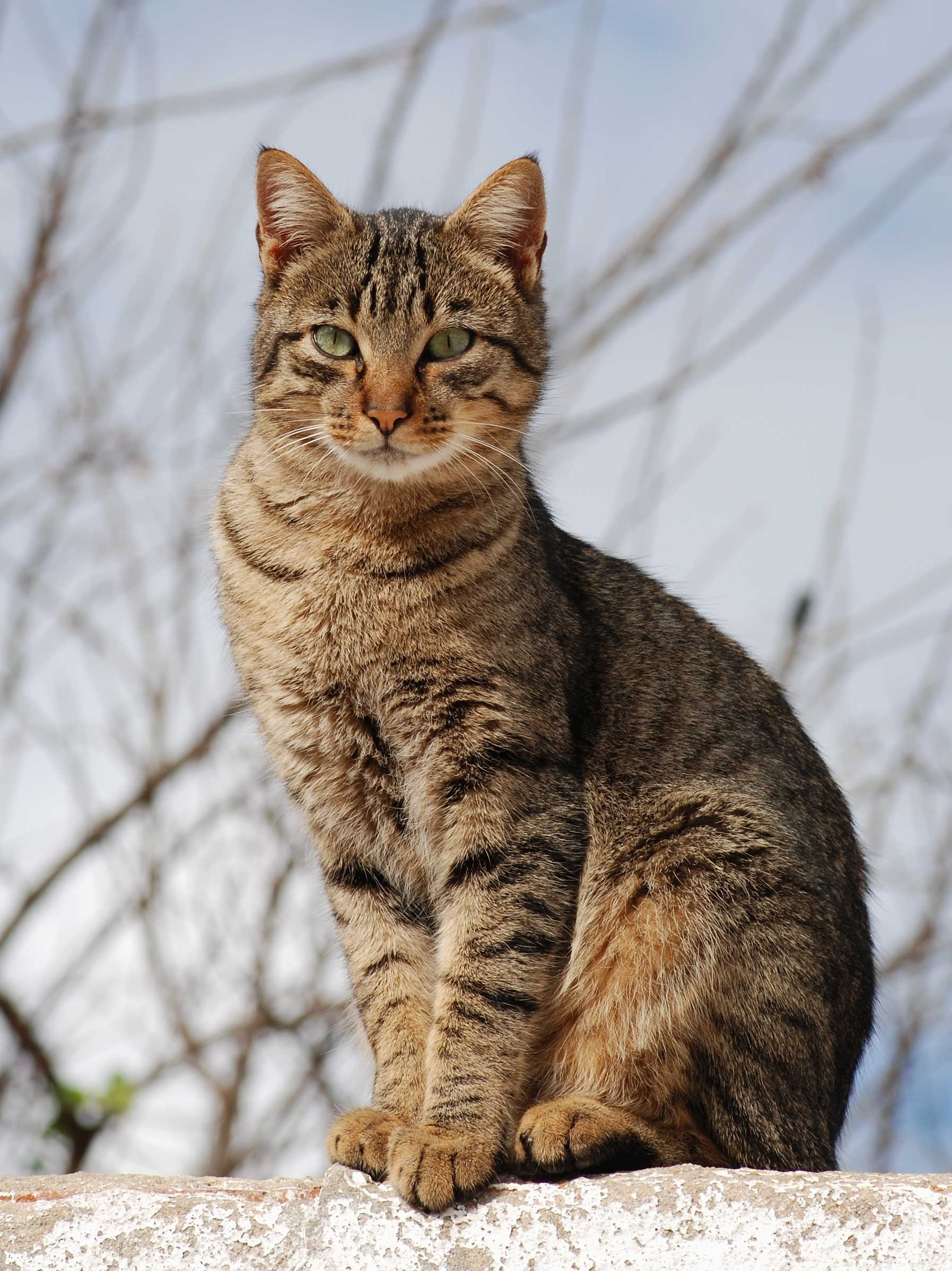
狸花猫

2010年，郭克导演纪录片《三花》，2011年获得香港阳光卫视华语纪录片银奖。《三花》是第一部描绘中国猫肉产业的纪录片，由艾未未工作室出品，导演郭可及其队友，分别赴广东、江苏、上海、河北等地，拍摄黑暗的猫肉产业链。在一个场景中，郭克和其他动物福利活动人士拦住了一辆运输卡车，发现“300多只猫被塞在狭窄的木笼里，无法动弹”——一些猫咪出现断尾的惨状，另一些猫咪“被压得不省人事”。在开平的发猫餐厅中，郭用隐藏的摄像机拍摄厨师用木棍殴打猫，然后将它们扔进脱毛机，然后将它们煮沸。一位厨师声称：“处理得越差，味道就越好。这样可以确保血液渗入肉中，味道鲜美。”  2013年和2015年的报告表明，尽管食用猫肉在中国被广泛视为禁忌，但在一些农村和南方地区仍然有人食用猫肉。  
自2009年底《动物保护法》专家意见稿征集意见开始，公众争论的焦点始终聚集在该不该吃猫，吃猫是不是中国人的传统等问题上，甚至有人认为动保者禁止吃猫的呼吁“是将少数人的意志强加的多数人头上”。
2016 年 9 月，一段视频在互联网上广泛传播，视频中一只灰色小狗被强行放入一大桶沸水中。 《每日电讯报》评论，灰色小狗被人故意以这种不道德的方式折磨，目的是改善食用的口感。 
随着此类事件的曝光度不断提高，以及中国人均宠物拥有量的增加，大多数受访者都对狗肉和猫肉贸易表示不满，   ，事实上，这些狗肉和猫肉的交易市场的供需正在稳步下降。 

## 社会态度
中国高校对于虐待动物行为的处置，正呈现趋严迹象。高校不断向学生发出信号：尊重生命是最基本的价值观，同样是成长的必修课。
2020年，山东理工大学通报学生范某某存在虐猫并在网上发布、转发他人虐猫视频情况，并予以退学。
2023年，河南南阳理工学院通报学生李某某存在虐猫行为，并予以开除学籍处分；四川科技职业学院通报学生虐待流浪狗，并予以留校察看处分。